# Biláspur (město v Himáčalpradéši)
Biláspur (hindsky बिलासपुर) je město v Himáčalpradéši, jednom z indických svazových států. K roku 2011 v něm žilo přes třináct tisíc obyvatel. Je správním střediskem svého okresu.

## Poloha
Biláspur leží na levém břehu Satladže, přítoku Indu, v nadmořské výšce 558 metrů.

## Obyvatelstvo
Převažujícím náboženstvím je hinduismus (89 %), druhým nejběžnějším islám (přes 9 %).